# آزاد (روزنامه)
روزنامه آزاد به مدیر مسئولی حسین مختاریان و سردبیری بیژن صف‌سری در سال ۱۳۷۷ منتشر گردید و در جریان توقیف مطبوعات در اردیبهشت ۱۳۷۹ در کنار سایر روزنامه‌های اصلاح طلب توقیف و سپس محاکمه شد.
یکی از اتهامات این روزنامه انتشار کاریکاتوری به نام استاد تمساح توسط نیک‌آهنگ کوثر پیرامون سرکوب مطبوعات بود. مقالات مدعی شدند که وی به مصباح یزدی (که یکی از فعال‌ترین روحانیون ضد اصلاحات بود) اشاره داشته‌است.
این روزنامه پس از تحمل پنج ماه توقیف بدل از حبس مجدداً انتشار خود را از سر گرفت اما پس از مدتی به دلیل چاپ نامه استعفای سیدجلال‌الدین طاهری (نماینده ولی فقیه و امام جمعه اصلاح طلب اصفهان) خطاب به آیت‌الله سیدعلی خامنه‌ای و انتقادات تند وی علیه مقامات ایران، توقیف شد. دبیرخانه شورای عالی امنیت ملی به مطبوعات دستور داده بود که نامه وی را سانسور کنند.